# Форсування Дністровського лиману
Форсування Дністро́вського лима́ну (21—22 серпня 1944 року), є й інші назви операції, в тому числі Аккерманський десант — найбільша оперативно-тактична десантна операція Дунайської військової флотилії та військ 46-ї армії 3-го Українського фронту в ході Яссько-Кишинівської операції німецько-радянської війни.

## План і підготовка операції
Згідно з задумом командувача 3-го Українського фронту генерала армії Толбухіна Ф. І., війська приморської Особливої групи 46-ї армії (командувач армією генерал-лейтенант І. Т. Шлемін, командувач Особливої групи армії генерал-лейтенант О. М. Бахтін) повинні були форсувати Дністровський лиман двома десантними групами на ділянці Калаглея, Роксоляни, Цареградське гирло, оточити та знищити угрупування противника в Аккермані (нині Білгород-Дністровський) та розвивати наступ у тил 3-ї румунської армії.
До початку операції лінія фронту проходила по Дністровському лиману, який мав ширину до 11 кілометрів. Його узбережжя було заздалегідь підготовлено в протидесантному відношенні, мало три лінії окопів і траншей, велику кількість вогневих точок, узбережжя та мілководдя були густо заміновані. На ділянці операції оборонялась 3-тя румунська армія (командувач армійський генерал Петре Думітреску) німецько-румунської групи армій «Південна Україна» (командувач генерал-полковник Й. Фріснер). Чисельність військ противника в районі Аккермана становила до 4000 чоловік, приблизно 100 гармат.
В цілях забезпечення безперебійного управління військами вся підготовка та проведення десантної операції були зосереджені в штабі Дунайської флотилії (командувач контр-адмірал С. Г. Горшков). Отримані для проведення операції значні сили та засоби від фронту та Чорноморського флоту переходили в його розпорядження. На напрямку головного удару лиман форсувала 83-тя окрема морська стрілецька бригада з наданим 1-м гвардійським укріпленим районом, 369-м окремим батальйоном морської піхоти, інженерними батальйонами та саперною ротою. Вони висаджувались північніше Аккермана й повинні були зайняти плацдарм у напрямку Молога, висота 68,2. На допоміжній ділянці південніше Аккермана висаджувалась 255-я окрема морська стрілецька бригада, яка повинна була наступати в напрямку Турчанки та з'єднатися з північним угрупуванням західніше Аккермана, закривши кільце оточення навколо нього. Загальні сили десанту становили 8022 осіб, 10 танків, 122 гармат і 73 міномети. На східному березі лиману заздалегідь було зосереджено велике угрупування радянської артилерії (в тому числі 26 морських берегових гармат великого калібру), яка мала завдання підтримки сил десанту. Для коректування артвогню були підготовлені спеціальні групи офіцерів з раціями в складі загонів десанту та ескадрилья літаків-коректувальників.
Задовго до операції проводилась розвідка системи оборони противника, проводилось потайне накопичення переправних засобів (заготовлено та замасковано на вихідних рубежах понад 500 складних десантних човнів, 21 напівглісер, 1 мотобот, 18 буксирних катерів, 4 катера-димзавісника, до 20 самохідних понтонних парків і поромів). Виділенні в десант війська заздалегідь були виведені в резерв і посилено займались десантною та бойовою підготовкою на Хаджибейському лимані під Одесою, дуже схожим із Дністровським (проведено 6 тактичних навчань з форсування із залученням всіх виділених в десант сил і з бойовою стрільбою). Проводились заходи з маскування підготовки операції та дезінформації командування противника. З метою забезпечення раптовості попередня артилерійська підготовка не проводилась.

## Хід операції
З настанням темряви 21 серпня 1944 року до району висадки вийшли північний десантний загін (2318 осіб на 270 човнах) і південний десантний загін (1216 осіб на 218 човнах). Артилерія та міномети переправлялися в складі другого ешелону, там же йшов батальйон автомашин-амфібій. Танки переправлялися з третім ешелоном. Висадка північного та південного загону першого ешелону проходила одночасно.
Перед підходом десанту до ворожого берега в 0-30 22 серпня радянська авіація (для підтримки операції виділено 180 літаків) здійснила серію ударів по опірним пунктам противника, а демонстративний загін кораблів Дунайської флотилії обстріляв узбережжя й демонстрував артилерійську підготовку висадки десанту в районі коси Бугаз.
Противник виявив північний десантний загін лише в 100—150 метрах від берега, а південний — в 300—400 метрах від берега. Висадка десанту проходила під сильним збройно-кулеметним і артилерійським вогнем. Радянська артилерія, своєю чергою, відкрила вогонь по обороні противника, подавляючи передусім його артилерію та вогневі засоби поблизу урізу води. Катери флотилії поставили димові завіси. Рішучим кидком обидва загони висадились на березі, до 2:40 22 серпня зайняли свої ділянки узбережжя. У жорстокому бою, який часто переходив у рукопашні сутички, були захоплені прибережні берегові укріплення й без паузи розпочався наступ на тилові позиції ворога.
Приблизно о 5 годині ранку 22 серпня через вузьке та заміноване гирло лиману під вогнем артилерії в лиман прорвався з Чорного моря загін катерів Дніпровської флотилії (8 бронекатерів, 2 мінометних катера та 2 катера-тральщика), негайно ввійшов у бій при підтримці десанту та висадки другого та наступних ешелонів десанту.
Вже до 9 години ранку 22 серпня на обох ділянках висадки десантники просунулися до 9 кілометрів вглибину оборони противника, оточуючи його угрупування в Аккермані. Після 9 ранку ворог зробив дві сильні контратаки проти північного загону десанту, які були відбиті при підтримці артилерії зі східного берега. Стрімкий прорив потужної першої лінії оборони виявив деморалізуючий вплив на румунські війська, які на багатьох ділянках стали спішно залишати свої позиції. До 18-00 години радянські війська штурмом оволоділи фортецею та містом Аккерман. До кінця дня обидва плацдарма були об'єднані в єдиний по фронту в 40 кілометрів і понад 15 кілометрів у глибину, а передові групи морської піхоти проникли до 30 кілометрів від берега лиману, сіючи паніку в ближньому тилу противника та порушуючи зв'язок.

## Результати операції
На зайнятий плацдарм в ніч на 23 серпня було наведено декілька наплавних мостів із заздалегідь підготовлених матеріалів. Почалась спішна переправа основних сил Особливої групи 46-ї армії, яка впродовж ночі та наступного дня 23 серпня розвивала енергійний наступ. При взаємодії з головними силами 46-ї армії, які 20 серпня форсували Дністер північніше з кіцканського плацдарму, було замкнуто кільце оточення навколо п'яти румунських дивізій зі складу сил 3-ї румунської армії. Шлях в Румунію силам 3-го Українського фронту по узбережжю Чорного моря був відкритий. Завдання десантної операції були виконані в повному обсязі та у швидші терміни, ніж заплановані.
За швидкістю виконання поставлених завдань і по її значенню в ході загальної наступальної операції форсування Дністровського лиману є одною з найуспішніших радянських десантних операцій в ході війни. Успіху сприяла тривала напружена підготовка, де зосереджено керівництва операцією по висадці десанту в єдиних руках, хороша насиченість десанту вогневими засобами, наявність потужного артилерійського угрупування. Дії командування в ході операції були оперативними. Особистий склав мав високий бойовий дух і хорошу підготовку. За мужність і героїзм в цій десантній операції 5 морських піхотинців удостоєні звання Героя Радянського Союзу.
Втрати противника — приблизно 300 вбитих, 750 полонених, значна кількість воєнної техніки. Втрати радянського десанту поки не опубліковані. Втрати в кораблях склали один напівгліссер.